# Pappos

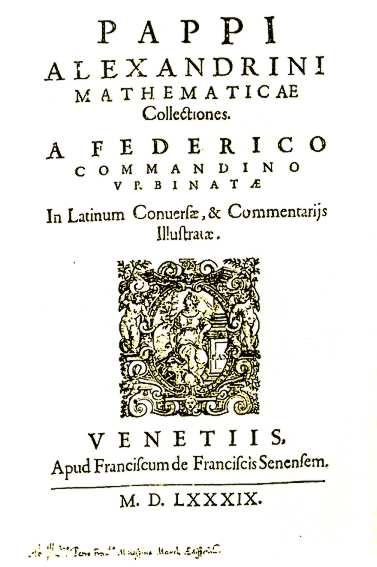
Deckblatt von Pappos’ Mathematicae Collectiones, übersetzt von Federico Commandino (1589)

Pappos (altgriechisch Πάππος ὁ Ἀλεξανδρεύς Páppos ho Alexandreús, latinisiert Pappus Alexandrinus oder Pappus, auch Pappos von Alexandria) war ein spätantiker griechischer Mathematiker und Astronom. Er lebte im 4. Jahrhundert in Alexandria und war einer der letzten bedeutenden Mathematiker der Antike.

## Leben
Gesichert ist, dass Pappos am 18. Oktober 320 in Alexandria eine Sonnenfinsternis beobachtet hat. Da er spätere Sonnenfinsternisse nicht erwähnt, war er zur Zeit des Kaisers Theodosius I. (379–395) wohl nicht mehr wissenschaftlich tätig, doch ist es möglich, dass er diese Zeit noch erlebt hat, wie es die Suda beschreibt, eine byzantinische Enzyklopädie. Nach einer Notiz in einer Handschrift des 10. Jahrhunderts lebte er jedoch unter Kaiser Diokletian (284–305).

## Mathematische Sammlungen

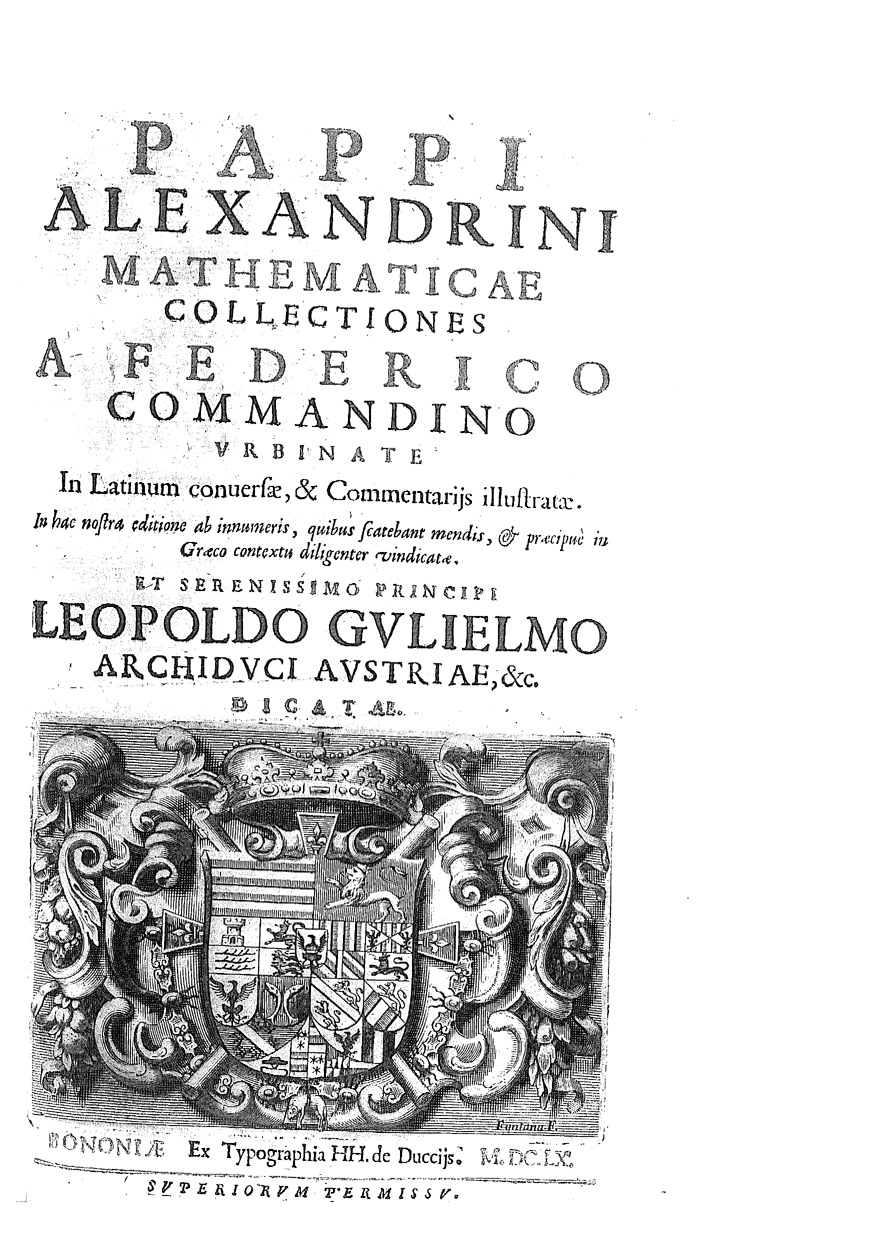
Mathematicae collectiones, 1660

Sein Hauptwerk sind die Mathematischen Sammlungen (lateinisch Mathematicae Collectiones), welche eine Hauptquelle für unsere Kenntnis der Geometrie in der Antike bilden. Im Wesentlichen handelt es sich um eine kommentierte und durch eigene Erkenntnisse ergänzte Sammlung älterer Ergebnisse. Enthalten sind unter anderem Sätze über Doppelverhältnisse, Involutionen, Kegelschnitte, deren Tragweite erst viel später erkannt wurde; auch die von dem Jesuiten Paul Guldin aufs Neue entdeckte Zentrobarische Regel (heute Guldinsche Regeln) zur Bestimmung des Inhalts und der Oberfläche von Rotationskörpern findet sich schon dort. Von den acht Büchern der Mathematischen Sammlungen sind nur noch die sechs letzten und der Schluss des zweiten Buches handschriftlich vorhanden.

## Weitere Werke
Neben den Sammlungen schrieb Pappos Kommentare zu verschiedenen älteren Werken, so zu Euklids Elementen oder zum Almagest des Ptolemäus. Er schrieb auch eine Geographie, und es wird angenommen, dass die Geographie von Moses von Choren größtenteils eine armenische Übersetzung davon ist. Möglicherweise von Pappos stammt ein Teil des Kommentars von Porphyrios zur Harmonielehre von Claudius Ptolemäus.

## Sätze von Pappos
Unter den verschiedenen auf Pappos zurückgehenden geometrischen Sätzen ist in der modernen Geometrie vor allem der so genannte Satz von Pappos-Pascal von Bedeutung, welcher besagt, dass bei einem Sechseck, dessen Ecken abwechselnd auf zwei verschiedenen Geraden liegen, die Schnittpunkte der Gegenseiten kollinear sind.
Auf Pappos geht auch die sogenannte Flächenformel von Pappus – auch (Flächen-)Satz von Pappos – zurück, welche den Satz des Pythagoras auf beliebige Dreiecke und Parallelogramme verallgemeinert.
Das letzte Theorem, dass sich im Buch VIII, 16 findet, ist das Hexagon-Problem des Pappos, bei dem sieben reguläre, zusammenhängende Sechsecke in einen Kreis einzuschreiben sind.

## Rezeption
Die erste lateinische Ausgabe der Mathematischen Sammlung von Pappos stammt von Federico Commandino (Pesaro 1588, 1602, Venedig 1589, 2. Auflage Bologna 1660). Ausgenommen war das damals unbekannte Fragment von Buch 2, das aber John Wallis in der Savilian Library in Oxford fand und dessen Übersetzung er 1688 veröffentlichte.

## Textausgaben
- Friedrich Hultsch (Hrsg.): Pappi Alexandrini Collectionis, 3 Bände, Berlin 1876 bis 1878 (griechisch und lateinisch)
- Paul ver Eecke: Pappus d’Alexandrie, La Collection Mathématique, 2 Bände, Paris, Brügge 1933 (französische Übersetzung)
- Carl Immanuel Gerhardt: Die Sammlung des Pappus von Alexandrien, griechisch und deutsch, 2 Bände, Halle 1871 (und Eisleben 1875)
- Alexander Jones (Hrsg.): Mathematical Collections, Book 7. Springer, 1986 (griechisch und englisch)
- Heike Sefrin-Weis (Hrsg.): Pappus of Alexandria: Book 4 of the Collection. Springer, 2010
- Adolphe Rome (Hrsg.): Commentaires de Pappus et de Théon d’ Alexandrie sur l’ Almageste, Band 1, Biblioteca Apostolica Vaticana, Rom 1931
- William Thomson, Gustav Junge (Hrsg.): The commentary of Pappus on Book X of Euclid’s Elements. Cambridge (Massachusetts) 1930, S. 189–260 (arabisch und englisch)
- Heinrich Suter: Der Kommentar des Pappus zum X Buche des Eukleides, 1922, S. 9–78 (deutsche Übersetzung)
- Arsène Soukry: Géographie de Moïse de Corène d'après Ptolémée. Texte arménien traduit en français, Venedig 1881